# Wulublolong
Wulublolong is een bestuurslaag in het regentschap Flores Timur van de provincie Oost-Nusa Tenggara, Indonesië. Wulublolong telt 907 inwoners (volkstelling 2010).